# 554-та піхотна дивізія (Третій Рейх)
554-та піхотна дивізія (Третій Рейх) (нім. 554. Infanterie-Division) — піхотна дивізія Вермахту, що входила до складу німецьких сухопутних військ у роки Другої світової війни.

## Історія з'єднання
554-та піхотна дивізія була сформована 15 лютого 1940 року у V військовому окрузі для виконання бойових завдань у секторі Верхнього Рейну на франко-німецькому кордоні, де вона служила як позиційна дивізія, яка несла оборонне чергування на «лінії Зігфрида». Командиром дивізії протягом усього терміну її існування був генерал Антон фон Гіршберг.
Спочатку штаб дивізії набирався з командування 441-ї дивізії особливого призначення й мав у своєму складі три піхотні полки (621-й, 622-й, 623-й), а також артилерійський полк, спостережний загін і комплект підрозділів дивізії. 621-й піхотний полк був сформований у XXI військовому окрузі з використанням особового складу 532-го піхотного полку 246-ї дивізії, а також 148-го кулеметного полку (у Глогау), 622-й піхотний полк був сформований у VIII військовому окрузі з використанням особового складу 423-го піхотного полку 212-ї дивізії, а також підрозділу земельних стрільців 2-го полку (у Франкфурті-на-Майні), а 623-й піхотний полк було сформовано в районі Праги з використанням особового складу 380-го піхотного полку 215-ї дивізії.
Дивізію було розгорнуто в травні та червні 1940 року у складі XXXIII вищого командування 7-ї армії групи армій «C» на кордоні Німеччини з Францією разом із подібною 556-ю піхотною дивізією. Фронт його зони відповідальності залишався спокійним навіть протягом більшої частини битви за Францію.
Після перемоги німців у Французькій кампанії та підписання перемир'я 22 червня 1940 року дивізії на Західному валу стали непотрібними. 13 серпня 1940 року 554-ту піхотну дивізію було розформовано в Донауешингені, батальйони I./621, II./621, III./621, I./622, II./622, II./623 і III./623 були розформовані й перепрофільовані як окремі батальйони внутрішньої охорони та відправлені до VII військового округу, де згодом вони стали батальйонами земельних стрільців.

## Райони бойових дій
- Західна Німеччина (лютий — серпень 1940).

## Командування

### Командири
- генерал-лейтенант Антон фон Гіршберг (15 лютого — 13 серпня 1940).

### Підпорядкованість
| Час     | Армія       | Група армій (округ) | Штаб        |
| ------- | ----------- | ------------------- | ----------- |
| 1940    |             |                     |             |
| травень | XXXIII КОПр | Група армій «C»     | Еммендінген |
| липень  | XXXIII КОПр | Група армій «C»     | Еммендінген |

### Склад
| 1940                                     |
| ---------------------------------------- |
| 621-й піхотний полк                      |
| 622-й піхотний полк                      |
| 623-й піхотний полк                      |
| 554-й артилерійський полк                |
| 554-й загін оптичної розвідки            |
| 554-те дивізійне управління забезпечення |